# Далімілова хроніка
Далімі́лова хроні́ка (чеськ. Dalimilova kronika) — римована хроніка, пам'ятка давньочеської писемності (XIV ст.), присвячена канонізації легендарного воєводи Чеха та висвітленню подій від 1308 до 1314. Також — Хро́ніка так зва́ного Далімі́ла (чеськ. Kronika tak řečeného Dalimila).
Хроніка була створена в той час, коли зростала чеська національна свідомість через приплив німецького населення. Це знайшло своє відображення у піснях, головним мотивом яких стало протиставлення чеської знаті німецькому середньому класу. Далімілова хроніка не схожа на більшість лицарських хронік. Лицар, німець, що носить пояс і шпори, представляє більшу загрозу, ніж представник селянської держави, що говорить тією ж мовою, що і його господар. Селянин може навіть бути союзником у боротьбі з окупантом. Як пише Даліміл, князь Олдріх вибирає чеську селянку Божену замість німецької принцеси. Легендарний хроніст критикує західну феодальну систему, за якої правитель — людина із залізною рукою керує своєю країною, дозволяючи при цьому поширювати чужі погляди та мову. Даліміл протиставляє феодалізм специфічній слов'янській демократії, символом якої є ніжна і мудра жінка. Хроніка є одним із перших проявів зростаючої народності чеської літератури, яка стане домінуючою тенденцією в епоху гуситів.